# Pertarito
Pertarito, o Bertarido o Perctarito (645 circa – Pavia?, 688), è stato re dei Longobardi e re d'Italia dal 661 al 662 e, in una seconda fase, dal 671 al 688.

## Il primo regno
Nel 661, alla morte di Ariperto I e secondo la sua volontà, i suoi due figli Godeperto e Pertarito furono nominati successori congiunti sul trono longobardo. Il regno fu bipartito, un procedimento rimasto unico nella storia dei Longobardi ma frequente, per esempio, tra i vicini Franchi, anche se è più probabile che questa divisione fosse frutto delle discordie tra i due fratelli, in quanto Godeperto era sostenuto dagli ariani a Pavia mentre Pertarito dai cattolici a Milano. Tra i due fratelli si aprì immediatamente un conflitto civile e Godeperto mandò il duca di Torino Garipaldo ad invocare l'aiuto del duca di Benevento, Grimoaldo, promettendogli in cambio la mano di sua sorella. Il duca accorse insieme a consistenti forze militari ma, giunto a Pavia, uccise Godeperto e ne occupò il trono (662). Pertarito, consapevole della sua evidente inferiorità, abbandonò a sua volta il regno e riparò presso il re degli Avari (chiamato da questi Cacano).
Questi ricevette pressioni diplomatiche da parte di Grimoaldo, minacciandolo di rompere la pace vigente. Il re degli Avari, allora, dovette scacciarlo dalla corte. Pertarito si avviò quindi verso l'Italia: la fazione cattolica, tutt'altro che sconfitta, era una spina nel fianco al neo-re, nonostante avesse sposato la sorella, e questo era quindi disponibile ad una riappacificazione con Pertarito, anche per la situazione ancora precaria del suo potere. Giunto a Lodi, Pertarito mandò avanti Unulfo, il suo uomo più fidato, da Grimoaldo, per sincerarsi della situazione: l'usurpatore, si mostrò ben disposto, e i due si incontrarono, trattandosi reciprocamente come pari. Grimoaldo sistemò Pertarito in una lussuosa casa, alla quale giungevano i suoi sostenitori e clienti da Pavia. Cominciarono a girare voci di presunte trame di Pertarito e Grimoaldo era pronto a ucciderlo il giorno dopo, essendo ormai in ora tarda. Decise in ogni caso di ubriacare Pertarito, continuando a inviargli vino per far sì che non avesse le forze per difendersi il giorno successivo. Egli venne avvisato della trama di Grimoaldo da un fedele del padre, venuto a servirgli in quel turno il vino. Pertarito, assieme al fido Unulfo e al suo vestiarius, escogitarono un piano per fuggire. Il vestiarius rimase in casa, cercando di prendere tempo il giorno dopo, mentre Unulfo, vestito il re in modo che non lo si riconoscesse, cominciò a coprirlo di ingiurie e a picchiarlo con un bastone, allo scopo di far credere alle guardie, le quali Grimoaldo aveva inviato per sorvegliare la casa, che esso era un servo che aveva messo per sbaglio il letto di Unulfo vicino a quello del re. Raggiunte le mura (nel punto in cui, anni dopo, Pertarito fece realizzare la chiesa di Sant'Agata al Monte a ricordo dell'episodio), Unulfo calò il re da queste e gli diede una scorta armata, assieme alla quale prese dei cavalli che erano al pascolo. Si diresse quindi versi Asti, in cui vi erano alcuni amici e oppositori di Grimoaldo, e da qui velocemente arrivò a Torino, passò le chiuse d'Italia e arrivò presso i Franchi. Il vestiarius, che il giorno seguente impedì il più possibile di rimandare l'entrata delle guardie nella casa e Unulfo, che si era rifugiato presso una chiesa di San Michele Arcangelo, nonostante le richieste di morte da parte dei sostenitori di Grimoaldo, questi vennero arruolati dal sovrano, alla costante ricerca di più sostenitori possibili, ma in seguito ebbero il consenso di Grimoaldo a riunirsi con il loro re.
È possibile che lo scontro dinastico fosse il riflesso dell'interferenza politica franca sul regno longobardo: Grimoaldo era alleato del suo omonimo maggiordomo di palazzo dell'Austrasia (Grimoaldo I, antenato dei Carolingi), mentre Pertarito era sostenuto dalla regina di Neustria, Batilde. Questo contrasto portò alla spedizione dei Franchi di Neustria in Italia: lo scontro con Grimoaldo avvenne nel 663 a Refrancore, presso Asti, dove l'usurpatore ottenne una schiacciante vittoria; Pertarito rimase in esilio in Neustria.
Successivamente si preparò ad andare in esilio sull'isola di Britannia.

## Il secondo regno

### L'ascesa al trono
Alla morte di Grimoaldo il trono passò a suo figlio Garibaldo, che tuttavia vi sedette per poche settimane: Pertarito rientrò infatti immediatamente dall'esilio, venne accolto alle chiuse d'Italia dai dignitari del palazzo assieme alle regalie e scalzò il figlio dell'usurpatore.
Secondo Paolo Diacono, al momento della morte di Grimoaldo, Pertarito, ancora esule in Francia, era sul punto di salpare verso la Britannia anglosassone a causa di un'alleanza tra il re dei Franchi, Dagoberto II  e Grimoaldo (Dagoberto però regnò dal 674 al 679, quando Grimoaldo era morto da tre anni e Pertarito era già sul trono: può trattarsi quindi di Clotario III o di Childerico II). Un simile accordo avrebbe reso insicuro il suo esilio ma, durante il viaggio, una voce divina l'avrebbe trattenuto, informandolo che il suo nemico era morto da tre giorni.
A quel punto rientrò a Pavia, depose Garibaldo e si fece nuovamente eleggere re dall'assemblea del popolo in armi. L'elezione fu probabilmente un tentativo della nobiltà longobarda di riaffermare la propria tutela sul sovrano, dopo il regno fortemente accentratore di Grimoaldo.
Pertarito raggiunse subito un'intesa con il duca di Benevento, Romualdo I, che era il figlio maggiore di Grimoaldo. In cambio del riconoscimento della sua autonomia, il duca consentì alla moglie e al figlio del re suoi ostaggi, Rodelinda e Cuniperto, di rientrare a Pavia.

### La politica
Pertarito diede un forte sostegno alla Chiesa cattolica, favorendone l'opera evangelizzatrice nei confronti dei Longobardi e dei Romanici ariani, pagani o scismatici. Esortò i vescovi cattolici a rientrare nelle diocesi che avevano abbandonato a causa delle pressioni longobarde, edificò chiese e monasteri in tutto il regno e consentì all'arcivescovo di Milano, Mansueto, di convocare un grande sinodo provinciale.
Nel 680 associò al trono il figlio Cuniperto, che ben presto assunse un'ampia influenza sulla politica del regno, e concluse una "pace eterna" con i Bizantini che ratificava la divisione dell'Italia tra le due potenze. Il trattato fu ratificato nel 680-681 a Costantinopoli dagli ambasciatori longobardi che presero parte al concilio che condannò il monotelismo. La firma per i Bizantini fu il riconoscimento formale della sovranità longobarda su gran parte dell'Italia, in cambio della rinuncia a ulteriori attacchi nei territori (Ravenna, Esarcato, Pentapoli, ufficialmente anche Roma) rimasti sotto sovranità bizantina.

### La ribellione di Alachis
Il successo della politica di pacificazione di Pertarito suscitò malcontento in alcune aree del regno. A capitanare l'opposizione furono le regioni nord-orientali, dove si contavano ancora numerosi sostenitori dello Scisma tricapitolino, dell'arianesimo o del paganesimo. Gli oppositori si sentivano al tempo stesso minacciati nella loro esistenza e privati della prospettiva, tradizionalmente imperante tra i Longobardi, di ulteriori operazioni militari di conquista; si coalizzarono quindi contro Pertarito, troppo sbilanciato secondo il loro sentire "guerriero"  verso il cattolicesimo e verso la pace. A loro capo elessero il duca di Trento, Alachis.
A far deflagrare il conflitto fu, probabilmente, l'associazione di Cuniperto al trono, che indicava nuovamente la volontà di prediligere la via dinastica a quella elettiva nella successione al trono. Pertarito tentò di arginare la ribellione ricorrendo al sostegno dei suoi alleati: invocò l'aiuto dei Bavari, ai quali era legato anche dinasticamente, che calarono in Trentino e si scontrarono con Alachis. Il ribelle, tuttavia, ebbe la meglio e riuscì a trincerarsi nella sua Trento, cinta immediatamente d'assedio dallo stesso re. Una sortita di Alachis riuscì a ricacciare Pertarito, che affidò i successivi negoziati a Cuniperto, in passato amico di Alachis. La pacificazione, provvisoria (lo scontro si sarebbe riacceso alla morte di Pertarito, nel 688), fu ottenuta a prezzo di una dura cessione territoriale - il ducato di Brescia - a favore di Alachis. Il re morì probabilmente a Pavia nel 688 e fu sepolto nella basilica del Santissimo Salvatore.